# KR-völlur

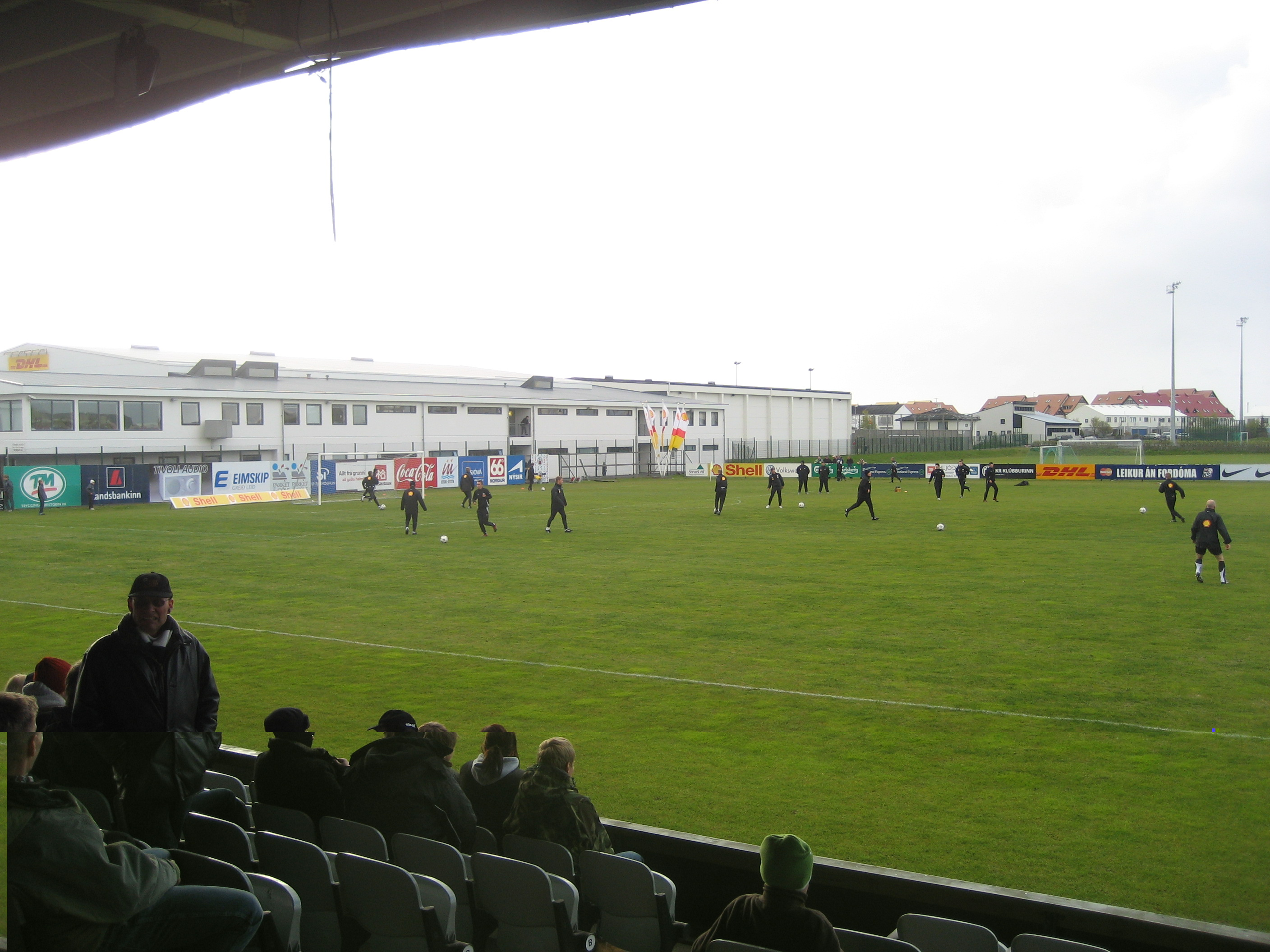
KR-Vollur

KR-Vollur – stadion piłkarski położony w stolicy Islandii, Reykjavíku. Od 1984 roku na stadionie swoje mecze domowe rozgrywa drużyna piłkarska Reykjavíkur.
Pojemność stadionu wynosi 2700 miejsc, z czego 1550 stanowią miejsca siedzące.

## Dane obiektu
- Rozmiar: 105 × 68
- Otwarcie: 1951
- Rekord frekwencji: 5400 (1998)
- Średnia frekwencja: 1873 (2007)

## Pojemność
| Typ siedzeń                    | Miejsca |
| Miejsca siedzące               | 1541    |
| Miejsca stojące                | 1060    |
| Sektor gości (miejsca stojące) | 180     |
| Łącznie                        | 2781    |